# 마스구프
마스구프(이라크 아랍어: مسگوف, 표준 아랍어: مسكوف 마스쿠프[*])는 메소포타미아 지역의 생선 요리다. 티그리스·유프라테스강 유역에서 잡히는 잉어과 민물생선을 구운 것으로, 이라크의 국민 음식 가운데 하나로 여겨진다. 이라크 외에도 시리아, 요르단, 튀르키예 등 인접한 나라들에서 즐겨 먹는다. 특히 이라크의 바그다드 지역에서 대중적인 인기가 있으며, 락까와 같은 시리아의 이라크 접경지나 유프라테스강 유역에서도 소비된다.

## 이름
"생선 마스구프"라는 뜻의 시마치 마스구프(이라크 아랍어: سمچ مسگوف, 표준 아랍어: سمك مسكوف 사마크 마스쿠프[*])로도 불린다.

## 만들기
생선은 씻어서 반으로 갈라 넓게 편다. 안쪽 면에 소금, 마늘, 커리가루, 식초, 올리브유 등을 바르고, 직화구이한다. 양파, 마늘, 피망, 토마토, 파슬리와 토마토 페이스트 등을 기름에 볶아 만든 소스를 발라서 더 구워 내기도 한다. 보통 절임채소와 레몬, 양파, 탄누르에 구운 쿠브즈(빵) 등을 함께 낸다.

## 사진

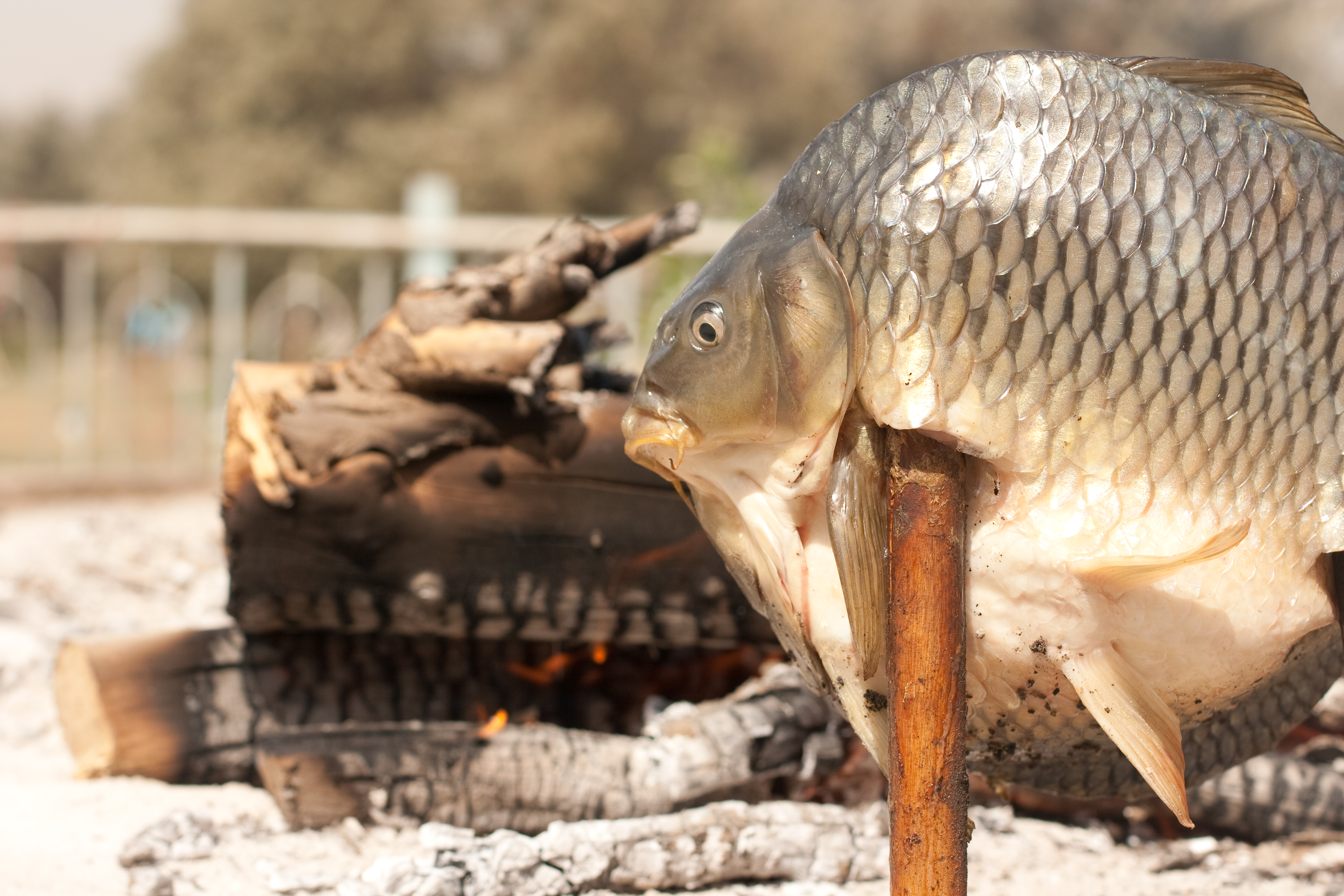
마스구프를 꼬치에 꿰어 굽는 모습
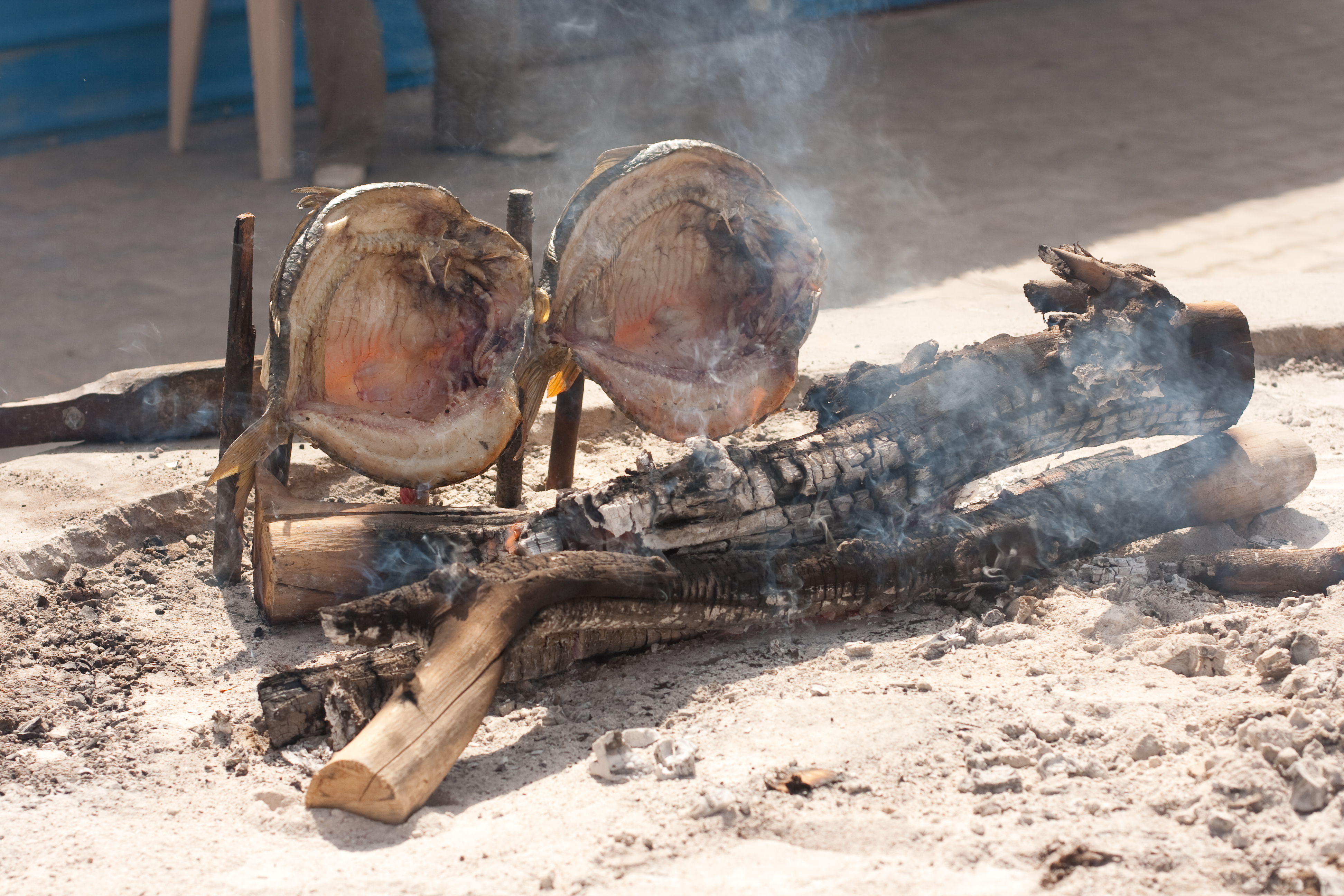
마스구프가 구워지는 모습
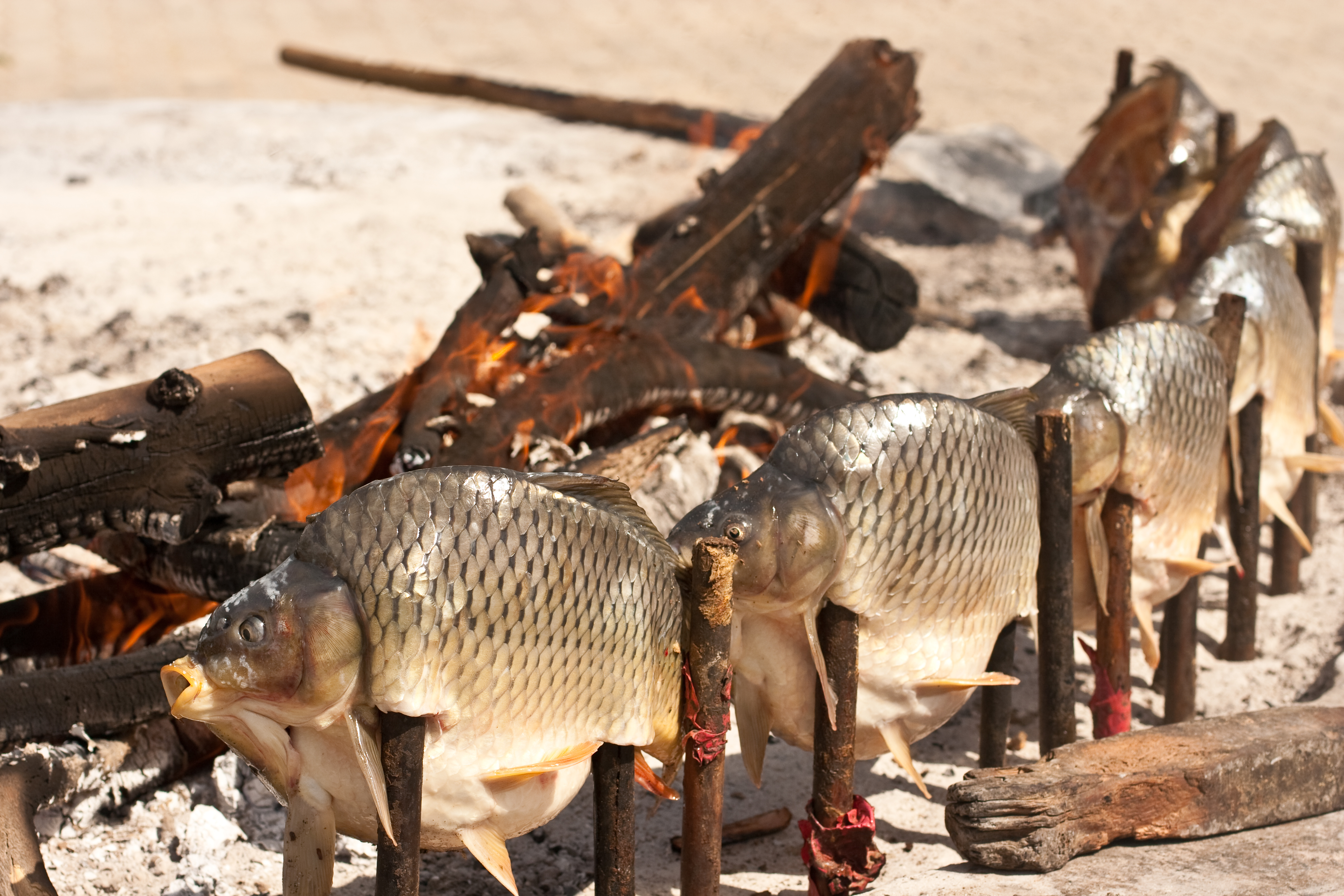
마스구프를 여럿 굽는 모습

## 같이 보기
- 생선구이